# Geijera parviflora
Geijera parviflora är en vinruteväxtart som beskrevs av John Lindley. Geijera parviflora ingår i släktet Geijera och familjen vinruteväxter. Inga underarter finns listade i Catalogue of Life.